# Inga suberosa
Inga suberosa är en ärtväxtart som beskrevs av Terence Dale Pennington. Inga suberosa ingår i släktet Inga och familjen ärtväxter. IUCN kategoriserar arten globalt som starkt hotad. Inga underarter finns listade i Catalogue of Life.